# Echinops hispidus
Echinops hispidus là một loài thực vật có hoa trong họ Cúc. Loài này được Fresen. mô tả khoa học đầu tiên năm 1845.